# Francisco de São Simão
Francisco de São Simão, O.F.M. Ref. (nascido Francisco de Abreu, Aguda, 21 de outubro de 1726 - Ribeira da Prata, 10 de agosto de 1783) foi um frei franciscano e prelado português da Igreja Católica, que serviu como bispo de Santiago de Cabo Verde e Governador de Cabo Verde.

## Biografia
Foi freire da província de Santo António dos Capuchos e foi lente de prima no colégio da Pedreira de Coimbra.
Foi ordenado padre em 22 de junho de 1751.
Em 30 de dezembro de 1778 foi proposto pela rainha Dona Maria I para bispo de Santiago de Cabo Verde e teve seu nome aprovado pela Santa Sé em 1 de março de 1779. Foi consagrado em 18 de abril do mesmo ano, por Dom António Bonifácio Coelho, arcebispo auxiliar de Lisboa, coadjuvado por Dom Bartolomeu Manuel Mendes dos Reis, bispo da Mariana e por Dom Miguel Barreto de Meneses, bispo de Miranda e Bragança. Fez entrada solene na diocese em 10 de dezembro de 1781.
Foi para a ilha de São Nicolau em 1782, de onde partiu para visitar as ilhas de Fogo, Brava e Maio. Ainda no mesmo ano chegou a Santiago, logo se desentendeu com o Cabido. Por isso, fixou residência no longínquo porto do Tarrafal, região da Ribeira da Prata. Mandou ali construir um Seminário e um palácio episcopal.
Por decreto de Dona Maria I de 16 de novembro de 1782, foi nomeado governador interino de Cabo Verde. Assumiu grande relevância neste posto, ao assumir assumir o projeto de povoamento das ilhas desertas e a tutela do naturalista brasileiro João da Silva Feijó.
Morreu em 10 de agosto de 1783 em Ribeira da Prata e não tendo o cabido assistido às exéquias que não revestiram a condição episcopal, o seu sucessor transladou os restos mortais para a Catedral. Feijó informou à Coroa que o bispo foi assassinado.